# Trichiorhyssemus setulosus
Trichiorhyssemus setulosus är en skalbaggsart som beskrevs av Edmund Reitter 1892. Trichiorhyssemus setulosus ingår i släktet Trichiorhyssemus och familjen Aphodiidae. Inga underarter finns listade i Catalogue of Life.